# Berlaimont
Berlaimont is een gemeente in het Franse Noorderdepartement (Frans: département du Nord) (regio Hauts-de-France) en telde op 1 januari 2022 3.169 inwoners. De plaats maakt deel uit van het arrondissement Avesnes-sur-Helpe. In de gemeente ligt spoorwegstation Berlaimont.

## Bezienswaardigheden
- Begraafplaats van Berlaimont

## Geografie
De oppervlakte van Berlaimont bedroeg op 1 januari 2022 13,1 vierkante kilometer; de bevolkingsdichtheid was toen 241,9 inwoners per km².

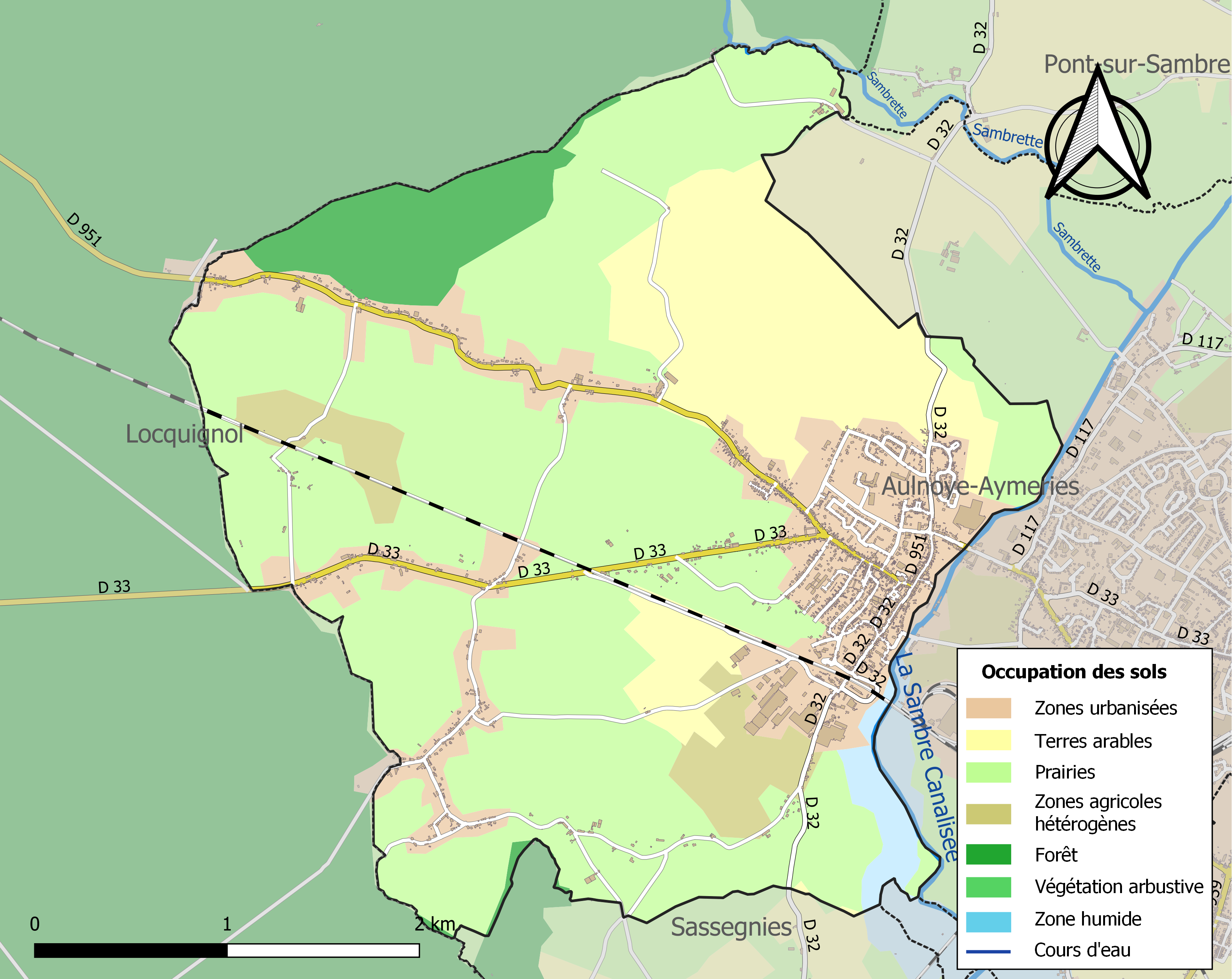
Kaart van de gemeente met belangrijkste infrastructuur, bodemgebruik en omliggende gemeenten

## Demografie
Onderstaande figuur toont het verloop van het inwonertal (bron: INSEE-tellingen).